# Joaquim Justino Carreira
Joaquim Justino Carreira (Leiria, 29 gennaio 1950 – San Paolo, 1º settembre 2013) è stato un vescovo cattolico portoghese naturalizzato brasiliano.

## Biografia
Nato a Santa Catarina da Serra, freguesia del comune di Leiria in Portogallo, nel 1960 emigrò con la famiglia in Brasile, a Jundiaí nello stato di San Paolo.
Entrato in seminario, studiò filosofia nella Faculdade Anchieta di San Paolo e teologia alla Pontificia Università Gregoriana di Roma (1973-1976).
Ordinato sacerdote il 19 marzo 1977 a Jundiaí dal vescovo Gabriel Paulino Bueno Couto, ricoprì vari incarichi pastorali fino a divenire il primo rettore del seminario diocesano (1980-1992) e poi parroco della cattedrale di Nossa Senhora do Desterro (1992-2000), sempre a Jundiaí. Contemporaneamente studiò teologia del matrimonio e della famiglia alla Pontificia Università Lateranense (2000-2002).
Il 6 agosto 1990 fu nominato Cappellano di Sua Santità da papa Giovanni Paolo II.
Il 24 marzo 2005 papa Giovanni Paolo II lo nominò vescovo titolare di Cabarsussi e ausiliare dell'arcidiocesi di San Paolo; fu consacrato dal cardinale Cláudio Hummes, arcivescovo di San Paolo, il 21 maggio successivo, coconsacranti il vescovo di Marília Osvaldo Giuntini e quello di Jundiaí Gil Antônio Moreirai.
Il 28 maggio 2005 fu nominato responsabile della regione ecclesiastica di Santana.
Durante gli anni in cui fu responsabile della regione ecclesiastica di Santana, completò la costruzione della curia e del centro pastorale e acquistò un edificio accanto alla curia per la creazione del Centro di Formazione dove ospitare la scuola per la formazione biblica in ambito diocesano, nonché la scuola di teologia. Inoltre, acquistò alcuni terreni nei pressi della curia per costruire un auditorium con la capacità di 350 persone e istituì le parrocchie di San Paolo Apostolo e del Sacro Cuore di Gesù. Creò infine la Santana TV per l'evangelizzazione e la formazione su Internet.
Il 25 giugno 2011 fu nominato membro della Comissão Episcopal Pastoral para a Vida e a Família della Conferenza episcopale brasiliana (CNBB).
Trasferito alla diocesi di Guarulhos il 23 novembre 2011 da papa Benedetto XVI in sostituzione del vescovo Luís Gonzaga Bergonzini, prese possesso canonico della diocesi il 22 gennaio 2012.
Morì all'Hospital AC Camargo il 1º settembre 2013 all'età di 63 anni in conseguenza di un tumore del fegato.

## Opere
- (PT)  Família, Torna-te Aquilo que És!, San Paolo, Palavra & Prece Editora, 2006, ISBN 9788577630011.

## Riconoscimenti
- Cittadino onorario di San Paolo (14 marzo 2008)[5]

## Genealogia episcopale
La genealogia episcopale è:
- Cardinale Scipione Rebiba
- Cardinale Giulio Antonio Santori
- Cardinale Girolamo Bernerio, O.P.
- Arcivescovo Galeazzo Sanvitale
- Cardinale Ludovico Ludovisi
- Cardinale Luigi Caetani
- Cardinale Ulderico Carpegna
- Cardinale Paluzzo Paluzzi Altieri degli Albertoni
- Papa Benedetto XIII
- Papa Benedetto XIV
- Papa Clemente XIII
- Cardinale Marcantonio Colonna
- Cardinale Giacinto Sigismondo Gerdil, B.
- Cardinale Giulio Maria della Somaglia
- Cardinale Carlo Odescalchi, S.I.
- Vescovo Eugène de Mazenod, O.M.I.
- Cardinale Joseph Hippolyte Guibert, O.M.I.
- Cardinale François-Marie-Benjamin Richard de la Vergne
- Cardinale Pietro Gasparri
- Cardinale Carlo Chiarlo
- Cardinale Alfredo Vicente Scherer
- Cardinale Aloísio Leo Arlindo Lorscheider, O.F.M.
- Cardinale Cláudio Hummes, O.F.M.
- Vescovo Joaquim Justino Carreira